# Trinity College (Cambridge)
 For alternative betydninger, se Trinity College. (Se også artikler, som begynder med Trinity College)
Trinity College er et kollegium, der er tilknyttet University of Cambridge i Cambridge i England. 

## Personer med tilknytning til Trinity
Blandt andet fysikere Isaac Newton og Niels Bohr, digteren Lord Byron, filosoffer Ludwig Wittgenstein og Bertrand Russell.

## Notable alumni

### Nombelprismodtagere
Denne liste inkluderer nobelprisen i økonomi, der ikke blev etableret i Alfred Nobels testamente i 1895.
| Navn                        | Område                  | År   |
| --------------------------- | ----------------------- | ---- |
| John Strutt                 | Fysik                   | 1904 |
| Joseph John (J. J.) Thomson | Fysik                   | 1906 |
| Ernest Rutherford           | Kemi                    | 1908 |
| William Bragg               | Fysik                   | 1915 |
| Lawrence Bragg              | Fysik                   | 1915 |
| Charles Glover Barkla       | Fysik                   | 1917 |
| Niels Bohr                  | Fysik                   | 1922 |
| Francis William Aston       | Kemi                    | 1922 |
| Archibald V. Hill           | Fysiologi eller medicin | 1922 |
| Austen Chamberlain          | Peace                   | 1925 |
| Owen Willans Richardson     | Fysik                   | 1928 |
| Frederick Hopkins           | Fysiologi eller medicin | 1929 |
| Edgar Douglas Adrian        | Fysiologi eller medicin | 1932 |
| Henry Dale                  | Fysiologi eller medicin | 1936 |
| George Paget Thomson        | Fysik                   | 1937 |
| Bertrand Russell            | Literature              | 1950 |
| Ernest Walton               | Fysik                   | 1951 |
| Richard Synge               | Kemi                    | 1952 |
| John Kendrew                | Kemi                    | 1962 |
| Alan Hodgkin                | Fysiologi eller medicin | 1963 |
| Andrew Huxley               | Fysiologi eller medicin | 1963 |
| Brian David Josephson       | Fysik                   | 1973 |
| Martin Ryle                 | Fysik                   | 1974 |
| James Meade                 | Økonomi                 | 1977 |
| Pjotr Kapitsa               | Fysik                   | 1978 |
| Walter Gilbert              | Kemi                    | 1980 |
| Aaron Klug                  | Kemi                    | 1982 |
| Subrahmanyan Chandrasekhar  | Fysik                   | 1983 |
| James Mirrlees              | Økonomi                 | 1996 |
| John Pople                  | Kemi                    | 1998 |
| Amartya Sen                 | Økonomi                 | 1998 |
| Venkatraman Ramakrishnan    | Kemi                    | 2009 |
| Sir Gregory Paul Winter     | Kemi                    | 2018 |
| Didier Queloz               | Fysik                   | 2019 |

### Fields Medallists
Fire medlemmer eller alumni fra Trinity College har modtaget Fieldsmedaljen.
| Navn              | År   |
| ----------------- | ---- |
| Michael Atiyah    | 1966 |
| Alan Baker        | 1970 |
| Richard Borcherds | 1998 |
| Timothy Gowers    | 1998 |

### Turing Award-modtagere
| Navn               | År   |
| ------------------ | ---- |
| James H. Wilkinson | 1970 |

### Britiske premierministre
| Navn                                | Parti       | År                            |
| ----------------------------------- | ----------- | ----------------------------- |
| Spencer Perceval                    | Tory        | 1809–1812                     |
| Charles Grey, 2. jarl Grey          | Whig        | 1830–1834                     |
| William Lamb, 2. viscount Melbourne | Whig        | 1834–1841                     |
| Arthur Balfour                      | Konservativ | 1902–1905                     |
| Henry Campbell-Bannerman            | Liberal     | 1905–1908                     |
| Stanley Baldwin                     | Konservativ | 1923–1924 1924–1929 1935–1937 |